# Initiative populaire « Pour le renvoi des étrangers criminels »
L'initiative populaire fédérale « Pour le renvoi des étrangers criminels », également appelée « initiative pour le renvoi », est une initiative populaire suisse, approuvée par le peuple et les cantons le 28 novembre 2010.

## Contenu
Cette initiative vise à modifier l'article 121 de la Constitution fédérale pour priver les étrangers, ayant été jugés coupables d'infractions graves ou d'avoir perçu abusivement des prestations des assurances sociales, de leur titre de séjour et de les interdire d'entrée sur le territoire suisse pour une période allant de 5 à 15 ans.

## Déroulement

### Contexte historique
Depuis 1985, la proportion d’étrangers augmente parmi les personnes incarcérées en Suisse. Selon les initiants, cette situation serait due à la fois à une immigration provenant de pays et de cultures lointains et à un certain laxisme dans l'application des peines prévues (et en particulier du retrait et du renvoi). Ils déposent ainsi cette initiative pour forcer l'imposition rigoureuse des lois existantes sur le sujet.
Dans les faits, selon les statistiques de 2007, dans les actes visés explicitement par l'initiative, la proportion d'étrangers atteint :
- 58,4 % dans le cas d'homicide.
- 61,2 % dans le cas d'effraction (vol combiné avec une violation de domicile ou un dommage à la propriété).
- 60,8 % dans le cas d'un brigandage (vol avec violence).
- 55,8 % dans les délits sexuels graves (viol ou contrainte sexuelle).
- 57,7 % dans le trafic de drogue.

En 2009, la proportion d'étrangers dans les prisons suisses atteint 70,2 %. Le nombre de renvois avec les lois en vigueur est très disparate d'une région à l'autre en raison du fédéralisme qui confère une certaine marge de manœuvre aux cantons : ainsi à Genève, on estime en 2009 qu'entre 15 et 30 personnes ont été renvoyées alors qu'à Lucerne ce chiffre se monte à 58 personnes ou, dans le canton de Vaud, à 103 personnes. Pour l'année 2009, on estime le nombre de renvois total à 664 personnes.

### Récolte des signatures et dépôt de l'initiative
La récolte des 100 000 signatures nécessaires s'est déroulée entre le 10 juillet 2007 et le 15 février 2008. Le même jour, elle a été déposée à la Chancellerie fédérale, qui constate son aboutissement le 7 mars de la même année.

### Discussions et recommandations des autorités
Le parlement et le Conseil fédéral ont recommandé le rejet de cette initiative. Le Conseil fédéral, dans sa recommandation, présente un projet de contre-projet indirect sous la forme d'une modification de la loi fédérale sur les étrangers ; il précise que, selon lui, l'initiative « n'est pas contraire aux règles impératives du droit international public », mais entraînerait d'« importants conflits », en particulier dans les domaines de la protection de la vie privée ou dans le respect du droit international public non impératif.
Pendant le débat parlementaire, les députés choisissent de modifier la proposition du Conseil fédéral en opposant à cette initiative un contre-projet direct qui détermine le retrait ou non du permis de séjour d'un étranger criminel non pas sur une liste prédéterminée de délits, mais en fonction d'une évaluation de la gravité du cas particulier ; ce contre-projet prévoit également des dispositions relatives à l’intégration de la population étrangère.
Les recommandations de vote des partis politiques sont les suivantes : 
| Parti politique              | Recommandation |
| ---------------------------- | -------------- |
| Lega dei Ticinesi            | oui            |
| Parti bourgeois-démocratique | non            |
| Parti chrétien-social        | non            |
| Parti démocrate-chrétien     | non            |
| Parti socialiste             | non            |
| Vert'libéraux                | non            |
| Les Libéraux-Radicaux        | non            |
| Union démocratique du centre | oui            |
| Union démocratique fédérale  | oui            |
| Les Verts                    | non            |

### Votation
Soumise à la votation le 28 novembre 2010, l'initiative est acceptée par 15 5/2 cantons et par 52,9 % des suffrages exprimés. Le tableau ci-dessous détaille les résultats par cantons :
Le contre-projet du gouvernement est, quant à lui, rejeté par la totalité des 20 6/2 cantons et 54,2 % des suffrages exprimés. Le tableau ci-dessous détaille les résultats par cantons pour ce contre-projet :

### Carte des résultats

L'initiative a reçu un fort soutien des cantons centraux et a été rejetée par les cantons romands, à l’exception du Valais, et par Bâle-Ville.

,

### Incidents
- À Allschwil (Bâle-Campagne), des inconnus masqués ont emporté une urne de vote et ont mis le feu à son contenu à l'extérieur du local de vote[14].
- À Schlieren (Zurich), une tentative d'incendie dans un local de vote a été déjouée par la police[15].

## Réactions à l'initiative populaire

### En Suisse
Dans la nuit de dimanche au lundi, des manifestations se sont déroulées dans plusieurs villes de Suisse dont Lausanne, Berne ou Zurich. À Zurich, des incidents et des déprédations ont eu lieu en ville notamment contre le siège de l'UDC. À Genève, des affiches de presse de la Tribune de Genève ont été remplacées par des inconnus avec comme slogan « Le criminel c'est l'électeur ».
La presse suisse relève l'impuissance des partis de gauche et du centre-droit face à l'UDC. Le Temps estime que « la population, en particulier celle qui se sent faible et troublée par les questions identitaires, veut être rassurée par des actes concrets ».

### À l'étranger
À l'étranger, la presse quasi unanime dénonce le vote suisse.
En France, Libération parle d'un vote « soutenu par une débauche d'affiches ouvertement xénophobes ». Piotr Moszynski de Radio France internationale se pose la question de la limite de la démocratie et estime que « la démocratie suisse trébuche sur les étrangers » et, enfin, Le Point estime pour sa part que le résultat n'a « rien de surprenant ». Dans Marianne, Philippe Bilger analyse que « les Suisses ont sans doute raison mais on n'est pas sûr d'être fiers à le penser ». Éric Zemmour estime quant à lui sur RTL que les Suisses ont voté par « procuration » pour le reste de l'Europe.
Selon « un observateur à Bruxelles », pour l'Union européenne, dans la mesure où les votations peuvent contredire des accords internationaux et bilatéraux, la Suisse n'est plus un partenaire fiable. Des représentants de l'UE ont estimé que « trop de démocratie peut conduire la population suisse à se garder les meilleurs morceaux ».
Au niveau des associations, SOS Racisme dans un communiqué manifeste son « indignation » face à la votation et estime que la Suisse « montre une fois de plus un visage haineux, s’obstinant à voir dans la figure de l’Autre la source de tous les maux réels ou fantasmés de la société ». Communiqué critiqué par Ivan Rioufol qui évoque « ces faiseurs de morale qui, par leur soutien aux minorités rebelles à l'intégration, participent à la déconstruction des nations. ».

## Application
En novembre 2014, la commission du Conseil des États revient sur le compromis trouvé par le Conseil national en ajoutant une clause de rigueur autorisant le juge à renoncer à une expulsion. Cette disposition, qui donne une marge d'appréciation supplémentaire aux juges, avait été explicitement rejetée par le peuple avec le contre-projet à l'initiative du Conseil des États. L'UDC a réagi en parlant de volonté du peuple "foulée aux pieds".